# Jonathan Jones (sprinter)
Jonathan Jones (ur. 6 lutego 1999 w Bridgetown) – barbadoski lekkoatleta specjalizujący się w biegach sprinterskich.
Początkowo występował w biegach średniodystansowych, ale później jego głównym dystansem stał się bieg na 400 metrów. Zajął w tej konkurencji 5. miejsce na igrzyskach panamerykańskich w 2019 w Limie, zwyciężył na młodzieżowych mistrzostwach NACAC w 2021 w San José, odpadł w półfinale na igrzyskach olimpijskich w 2020 w Tokio, zajął 8. miejsce na mistrzostwach świata w 2022 w Eugene i zdobył brązowy medal  na igrzyskach Wspólnoty Narodów w Birmingham.

## Osiągnięcia
| Rok  | Impreza                              | Miejsce      | Konkurencja        | Lokata     | Wynik   |
| ---- | ------------------------------------ | ------------ | ------------------ | ---------- | ------- |
| 2017 | Mistrzostwa panamerykańskie juniorów | Trujillo     | bieg na 1500 m     | 8. miejsce | 3:56,10 |
| 2018 | Mistrzostwa świata juniorów          | Tampere      | bieg na 400 m      | 8. miejsce | 48,01   |
| 2019 | Igrzyska panamerykańskie             | Lima         | bieg na 400 m      | 5. miejsce | 45,35   |
| 2021 | Młodzieżowe mistrzostwa NACAC        | San José     | bieg na 400 m      | 1. miejsce | 46,20   |
| 2021 | Igrzyska olimpijskie                 | Tokio        | bieg na 400 m      | półfinał   | 45,61   |
| 2022 | Mistrzostwa świata                   | Eugene       | bieg na 400 m      | 8. miejsce | 46,13   |
| 2022 | Igrzyska Wspólnoty Narodów           | Birmingham   | bieg na 400 m      | 3. miejsce | 44,89   |
| 2022 | Igrzyska Wspólnoty Narodów           | Birmingham   | sztafeta 4 × 400 m | 4. miejsce | 3:03,92 |
| 2023 | Igrzyska Ameryki Środkowej           | San Salvador | bieg na 400 m      | –          | DNF     |
| 2023 | Mistrzostwa świata                   | Budapeszt    | bieg na 400 m      | eliminacje | 46,03   |

## Rekordy życiowe
Rekordy życiowe Jonesa:
- bieg na 200 metrów – 21,16 s (30 kwietnia 2021, Austin)
- bieg na 200 metrów (hala) – 21,08 s (16 stycznia 2021, Lubbock)
- bieg na 400 metrów – 44,43 s (15 maja 2022, Lubbock) – rekord Barbadosu
- bieg na 400 metrów (hala) – 45,38 s (8 lutego 2019, Lubbock) – rekord Barbadosu
- bieg na 800 metrów – 1:45,83 (22 marca 2022, Austin) – rekord Barbadosu
- bieg na 800 metrów (hala) – 1:46,93 (12 lutego 2022, Clemson)